# Guardia Real Butanesa
Los Guardaespaldas Reales de Bután (RBG) son la rama del Ejército Real de Bután encargada de la seguridad del Druk Gyalpo ("Rey Dragón") y de los miembros de la familia real. Se trata de una rama independiente que se encuentra bajo el mando directo del monarca. Cuenta con aproximadamente mil soldados, que componen la fuerza más elitista de las fuerzas de defensa butanesas.

## Crítica
Esta rama ha sido criticada por llevar a cabo detenciones arbitrarias y torturas contra quienes expresan una opinión contraria a los asuntos del gobierno de Bután.